# Апоногетон квинслендский
Апоногето́н пузыревидный (лат. Aponogeton queenslandicus) — растение рода Апоногетон.

## Описание
Корни растения могут достигать 3 сантиметров, они имеют округлую форму и покрыты шипами. Из корня вырастают листья, первые из которых опадают, когда их длина достигает 20 сантиметров. Затем появляются постоянные листья длиной до 10 сантиметров.
Размножается апоногетон семенами.

## Ареал
Основной ареал апонагетона квинслендского — Австралия. Произрастает в болотистой местности и небольших водоёмах, предпочитая обильное количество света.

## Аквариумистика
Апоногетон квинслендский можно выращивать в аквариуме. Для этого сперва в небольших ёмкостях выращиваются из семян ростки, которые при достижении длины в 5 — 6 сантиметров можно пересаживать в аквариум, грунт в котором состоит из мелкого гравия или крупного песка.
Размножение происходит цветками, которые следует опылять кисточкой, но может быть и вегетативное размножение.